# Казенне (Половинський округ)
Казе́нне (рос. Казённое) — присілок у складі Половинського округу Курганської області, Росія.
Населення — 48 осіб (2010, 132 у 2002).
Національний склад станом на 2002 рік:
- росіяни — 64 %
- казахи — 28 %